# Euphrasia iinumae
Euphrasia iinumae là loài thực vật có hoa thuộc họ Cỏ chổi. Loài này được Takeda mô tả khoa học đầu tiên năm 1910.